# Walker (Michigan)
Walker é uma cidade localizada no estado americano de Michigan, no Condado de Kent.

## Demografia
Segundo o censo americano de 2000, a sua população era de 21.842 habitantes.
Em 2006, foi estimada uma população de 23.556, um aumento de 1714 (7.8%).

## Geografia
De acordo com o United States Census Bureau tem uma área de
65,9 km², dos quais 65,2 km² cobertos por terra e 0,7 km² cobertos por água.

## Localidades na vizinhança
O diagrama seguinte representa as localidades num raio de 12 km ao redor de Walker.